# 대한민국 민법 제340조
대한민국 민법 제340조는 질물 이외의 재산으로부터의 변제에 대한 민법총칙 조문이다.

## 조문
제340조(질물 이외의 재산으로부터의 변제) ①질권자는 질물에 의하여 변제를 받지 못한 부분의 채권에 한하여 채무자의 다른 재산으로부터 변제를 받을 수 있다.
②전항의 규정은 질물보다 먼저 다른 재산에 관한 배당을 실시하는 경우에는 적용하지 아니한다. 그러나 다른 채권자는 질권자에게 그 배당금액의 공탁을 청구할 수 있다.

第340條(質物 以外의 財産으로부터의 辨濟) ①質權者는 質物에 依하여 辨濟를 받지 못한 部分의 債權에 限하여 債務者의 다른 財産으로부터 辨濟를 받을 수 있다.
②前項의 規定은 質物보다 먼저 다른 財産에 關한 配當을 實施하는 境遇에는 適用하지 아니한다. 그러나 다른 債權者는 質權者에게 그 配當金額의 供託을 請求할 수 있다.

## 참고 문헌
- 오현수, 일본민법, 진원사, 2014. ISBN 978-89-6346-345-2
- 오세경, 대법전, 법전출판사, 2014 ISBN 978-89-262-1027-7
- 이준현, LOGOS 민법 조문판례집, 미래가치, 2015. ISBN 979-1-155-02086-9